# (13093) Wolfgangpauli
(13093) Wolfgangpauli est un astéroïde de la ceinture principale.

## Description
(13093) Wolfgangpauli est un astéroïde de la ceinture principale. Il fut découvert le 21 septembre 1992 à Tautenburg par Freimut Börngen. Il présente une orbite caractérisée par un demi-grand axe de 2,99 UA, une excentricité de 0,06 et une inclinaison de 10,1° par rapport à l'écliptique.

## Compléments